# Монтичели (Терамо)
Монтичели (итал. Monticelli) је насеље у Италији у округу Терамо, региону Абруцо.
Према процени из 2011. у насељу је живело 147 становника. Насеље се налази на надморској висини од 297 м.